# Touhfat Mouhtare

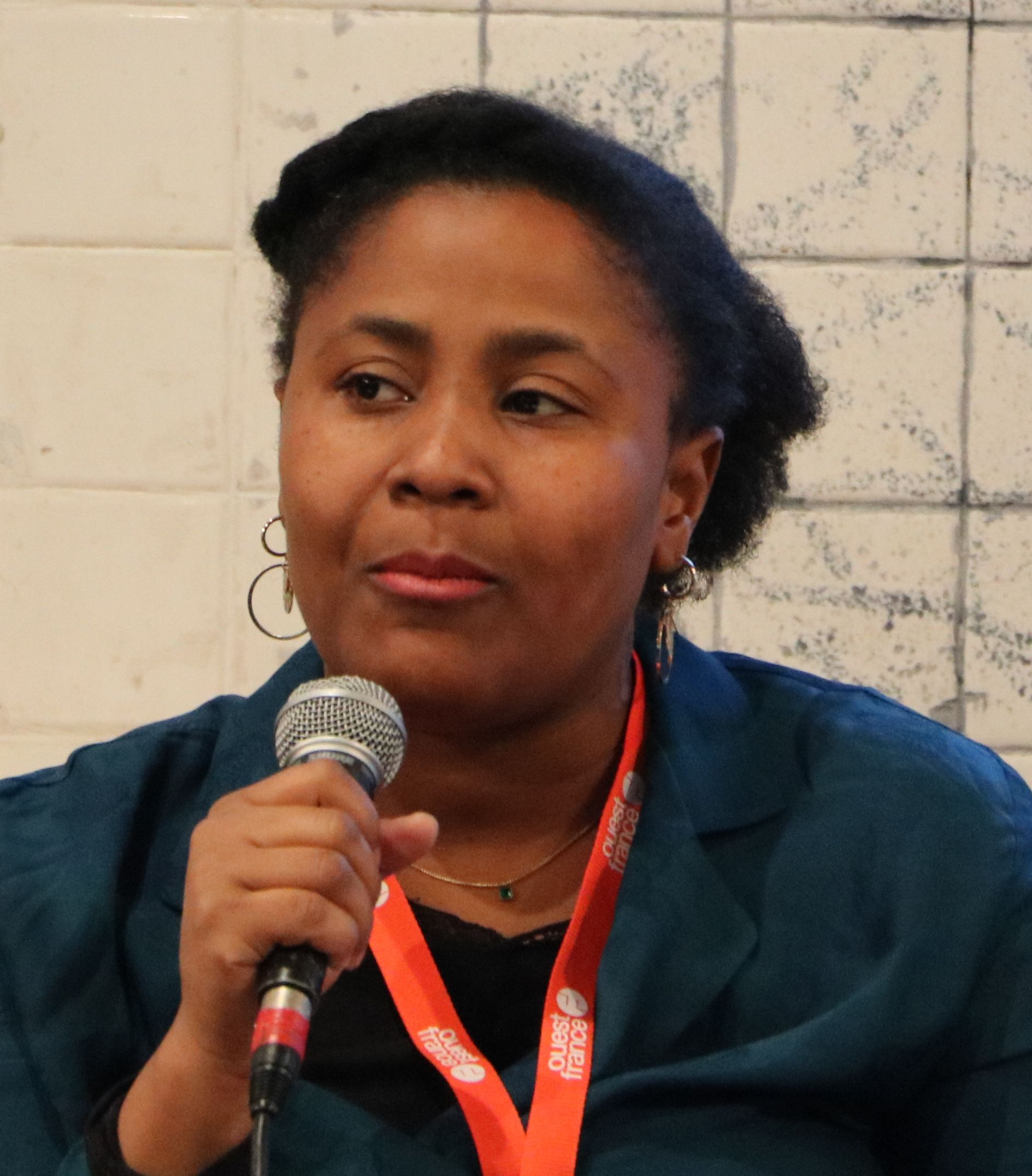
Touhfat Mouhtare

Touhfat Mouhtare (geb. 1986, Moroni, Komoren) ist eine Schriftstellerin und die zweite Frau der Komoren, deren Schriften publiziert worden sind.

## Leben

### Jugend und Ausbildung
Mouhtare wurde 1986 in Moroni geboren. Sie hat in verschiedenen Ländern in Afrika gelebt und in Frankreich studiert, wo sie einen Master in Communications an der Universität von Paris.

### Karriere
Sie ist erst die zweite Schriftstellerin aus den Komoren nach Coralie Frei deren Texte publiziert wurden, Ames suspendues (dt.: „Aufgehängte Seelen“) eine Sammlung von Romanen wurde 2011 veröffentlicht. Ihr erster Roman, Vert cru (dt.: „Grüner Schrei“), wurde 2018 veröffentlicht. Ihre Schriften drehen sich um Mythologie, transgenerationales Gedächtnis, Psychologie, Spiritualität und Humanismus.
2022 lebte sie in Paris.